# Caren Marks

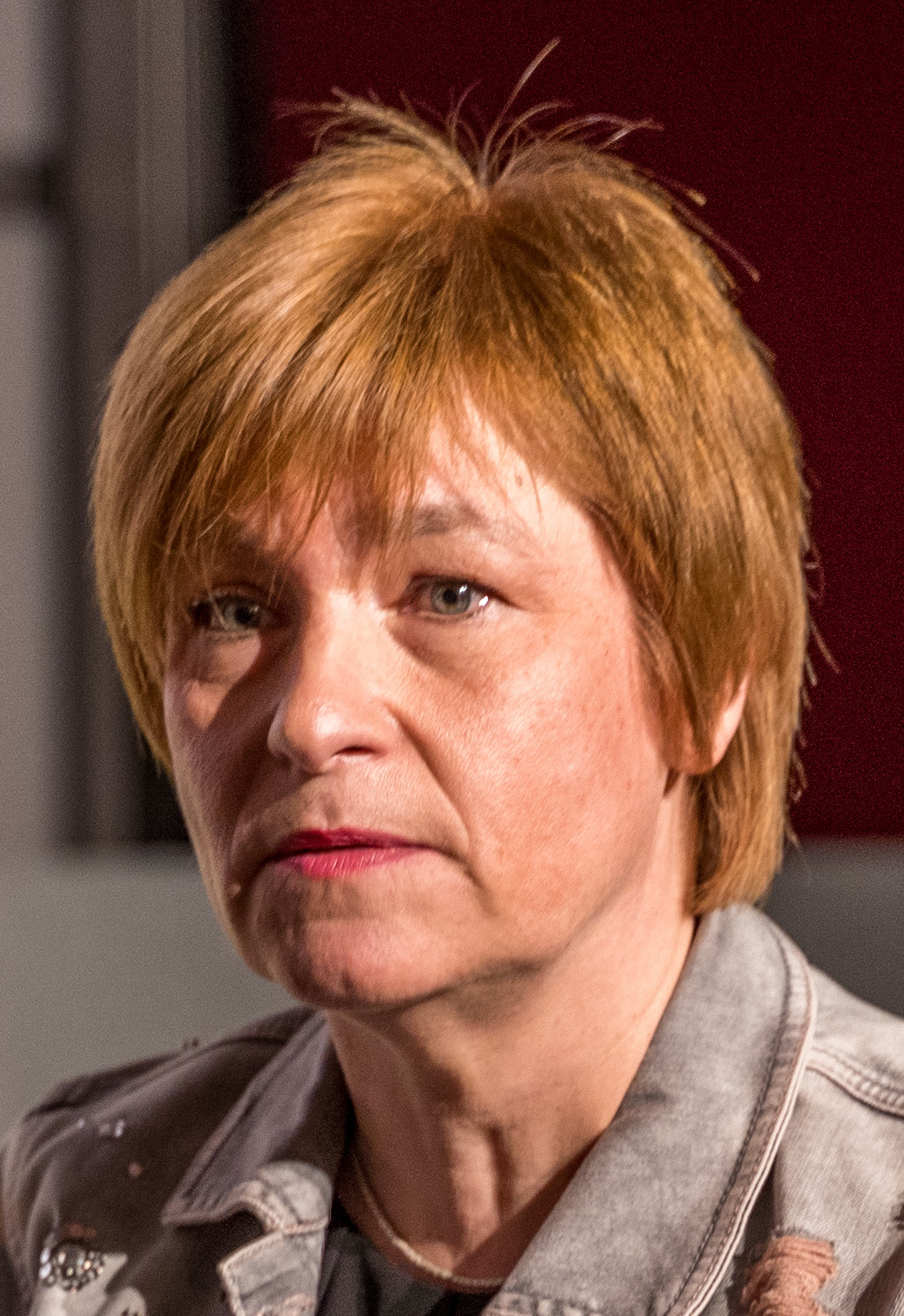
Caren Marks, 2019

Caren Marks geborene Bayer (* 25. September 1963 in Bad Pyrmont) ist eine deutsche Politikerin (SPD) und Diplom-Geografin. Zwischen 2002 und 2021 war sie Mitglied des Deutschen Bundestages. Von 2008 bis 2013 war sie Sprecherin der Arbeitsgruppe Familie, Senioren, Frauen und Jugend der SPD-Bundestagsfraktion und anschließend bis 2021 in den Kabinetten Merkel III und Merkel IV Parlamentarische Staatssekretärin bei der Bundesministerin für Familie, Frauen, Senioren und Jugend.

## Leben und Beruf
Nach dem Abitur 1983 am Gymnasium Mellendorf absolvierte Caren Marks ihr Studium der Geographie an der Universität Hannover, welches sie 1988 als Diplom-Geographin beendete. Anschließend war sie bis 1990 als wissenschaftliche Mitarbeiterin an der Universität Hannover tätig.
Caren Marks ist evangelisch, geschieden, hat zwei Kinder und lebt in der Wedemark.

## Partei
Caren Marks trat 1998 in die SPD ein. Seit 2000 gehört sie dem Vorstand des SPD-Unterbezirks Hannover-Land bzw. seit 2004 dem Vorstand des Unterbezirks Region Hannover und seit 2003 dem Vorstand des SPD-Bezirks Hannover an.

## Abgeordnete
Von 2001 bis 2021 war Caren Marks Mitglied im Rat ihrer Heimatgemeinde Wedemark. Von 2001 bis 2002 gehörte sie außerdem der Regionsversammlung der Region Hannover an.
Caren Marks zog 2002, 2005 und 2009 als direkt gewählte Abgeordnete des Wahlkreises Hannover-Land I in den Bundestag ein. Bei den Bundestagswahlen 2013 und 2017 unterlag Marks gegen den CDU-Kandidaten Hendrik Hoppenstedt, zog jedoch über die Landesliste in den Bundestag ein.
Als ordentliches Mitglied im Ausschuss für Familie, Senioren, Frauen und Jugend war sie von Oktober 2002 bis Januar 2008 zunächst stellvertretende Sprecherin und ab Januar 2008 schließlich Sprecherin der Arbeitsgruppe Familie, Senioren, Frauen und Jugend der SPD-Bundestagsfraktion. Darüber hinaus gehörte sie ab Dezember 2005 dem Vorstand der SPD-Fraktion an. Beide Ämter legte sie 2013 nieder. Stattdessen wurde sie Parlamentarische Staatssekretärin bei der Bundesministerin für Familie, Senioren, Frauen und Jugend.
Zur Bundestagswahl 2021 trat Marks nicht wieder an. Damit endete am 8. Dezember 2021 auch ihre Amtszeit als Parlamentarische Staatssekretärin.
Caren Marks war Mitglied im reformorientierten Netzwerk Berlin.

## Sonstiges Engagement
Marks wurde Ende 2009 zur Landesvorsitzende des Landesverbandes Niedersachsen der pro Familia gewählt. Dieses Amt hatte sie bis zum Dezember 2013 inne. Zudem war sie Kuratoriumsmitglied bei der Stiftung Lesen.

## Auszeichnungen
2024 wurde Marks mit dem Bundesverdienstkreuz am Bande ausgezeichnet.